# Новосеменівка (Роменський район)
Новосеме́нівка —  село в Україні, у Роменському районі Сумської області. Населення становить 125 осіб. Входить до складу Липоводолинської селищної громади.
Після ліквідації Липоводолинського району 19 липня 2020 року село увійшло до Роменського району.

## Географія
Село Новосеменівка розташоване на правому березі річки Хорол, вище за течією на відстані 2 км розташоване село Семенівка, нижче за течією на відстані 3 км село Кімличка, на протилежному березі - село Воропаї.
По селу тече струмок, що пересихає із загатою. Поруч пролягає автомобільний шлях Т 1917.

## Історія
- Село постраждало внаслідок геноциду українського народу, проведеного урядом СРСР 1923-1933 та 1946-1947 роках.
- До 2019 року орган місцевого самоврядування — Семенівська сільська рада.